# Окада Коїчі
Окада Коїчі (岡田行一, 1907 — ?) — японський ксилограф, сучасник Кавасе Хасуї.
Народився в Токіо. Випустившись із Бунка ґакуін, Окада навчався у Ішії Хакутей та Ікума Арішіма. Брав участь у державних виставках Тейтен та Ніттен. Видавався в Кіотському видавництві Унсодо (芸艸堂).
Найбільш відомими роботами Окада є серія з дванадцяти краєвидів гори Фуджі, створених у 1950-х роках. Попри те що серія передбачає дванадцять робіт, на даний час відомо тільки п'ять дереворитів.
Пізніше в житті приєднався до ультраправої групи під назвою іссуїкай (一水会).